# Romanze in E-dur
Romanze in E is een compositie van Hjalmar Borgstrøm. Hij schreef die romance voor viool en orkest. Hij droeg het stuk op aan Eugène Ysaÿe maestroviolist.
De Romance is geschreven voor
- soloviool
- 2 dwarsfluiten, 2 hobo’s, 2 klarinetten, 2 fagotten
- 2 hoorns, 2, trompetten
- pauken, harp
- violen, altviolen, celli, contrabassen